# La Grée-Saint-Laurent
La Grée-Saint-Laurent (tiếng Breton: Ar C'hrav-Sant-Laorañs) là một xã ở tỉnh Morbihan trong vùng Bretagne tây bắc Pháp. Xã này có diện tích 7,9 km², dân số năm 1999 là 271 người. Khu vực này có độ cao từ 40-117 mét trên mực nước biển.
Cư dân của La Grée-Saint-Laurent danh xưng trong tiếng Pháp là Laurentais.